# Sala Berisha-Shala
Sala Berisha-Sala (ur. 10 marca 1963 w Vasilevë) – kosowska polityk, deputowana do Zgromadzenia Kosowa z ramienia Demokratycznej Partii Kosowa.

## Życiorys
W wyniku wyborów parlamentarnych z 2010 roku uzyskała mandat do Zgromadzenia Kosowa z ramienia Demokratycznej Partii Kosowa, z powodzeniem ubiegała się o reelekcję w wyborach z 2014 roku.

## Życie prywatne
Zamężna, matka trzech dzieci.